# Antipolo
Antipolo City (Tagalog: Lungsod ng Antipolo) ist eine direkt an Metro Manila angrenzende Großstadt in der philippinischen Provinz Rizal, deren Provinzhauptstadt sie ist. Mit einem jährlichen Bevölkerungswachstum von etwa 2,5 % zählt Antipolo zu den am schnellsten wachsenden Städte der Philippinen und ist eine der fünf größten Städte des Landes außerhalb der Metropolregion Metro Manila. Auf dem Gebiet der Gemeinde befinden sich die Schutzgebiete Hinulugang Taktak National Park und Marikina Watershed Forest Reserve.
Ihren Namen hat die Stadt vom Tipolo Baum, welcher in der Gegend häufig anzufinden war. Erste Aufzeichnungen über Antipolo stammen von einem franziskanischen Missionar aus dem Jahr 1578.

## Stadternennung und Provinzhauptstadt
Mit dem Republic Act No. 8508 vom 13. Februar 1998 wurde die Gemeinde Antipolo zur Stadt erhoben, und dabei in 2 Verwaltungsdistrikte mit jeweils 8 Baranggays unterteilt, West Antipolo und Ost Antipolo. 
De facto ist Antipolo City seit 2009 Provinzhauptstadt der Provinz Rizal. De jure war jedoch bis Juni 2020 noch Pasig City Hauptstadt und Sitz der Provinzregierung, obwohl Pasig City seit 1975 gar nicht mehr zur Provinz Rizal gehört, sondern bereits damals ein Teil der Hauptstadtregion Metro Manila wurde. Erst mit dem Republic Act No. 11475, welchen Präsident Duterte am 19. Juni 2020 unterzeichnete, wurde der Sitz letztlich offiziell nach Antipolo City verlegt. 

## Baranggays

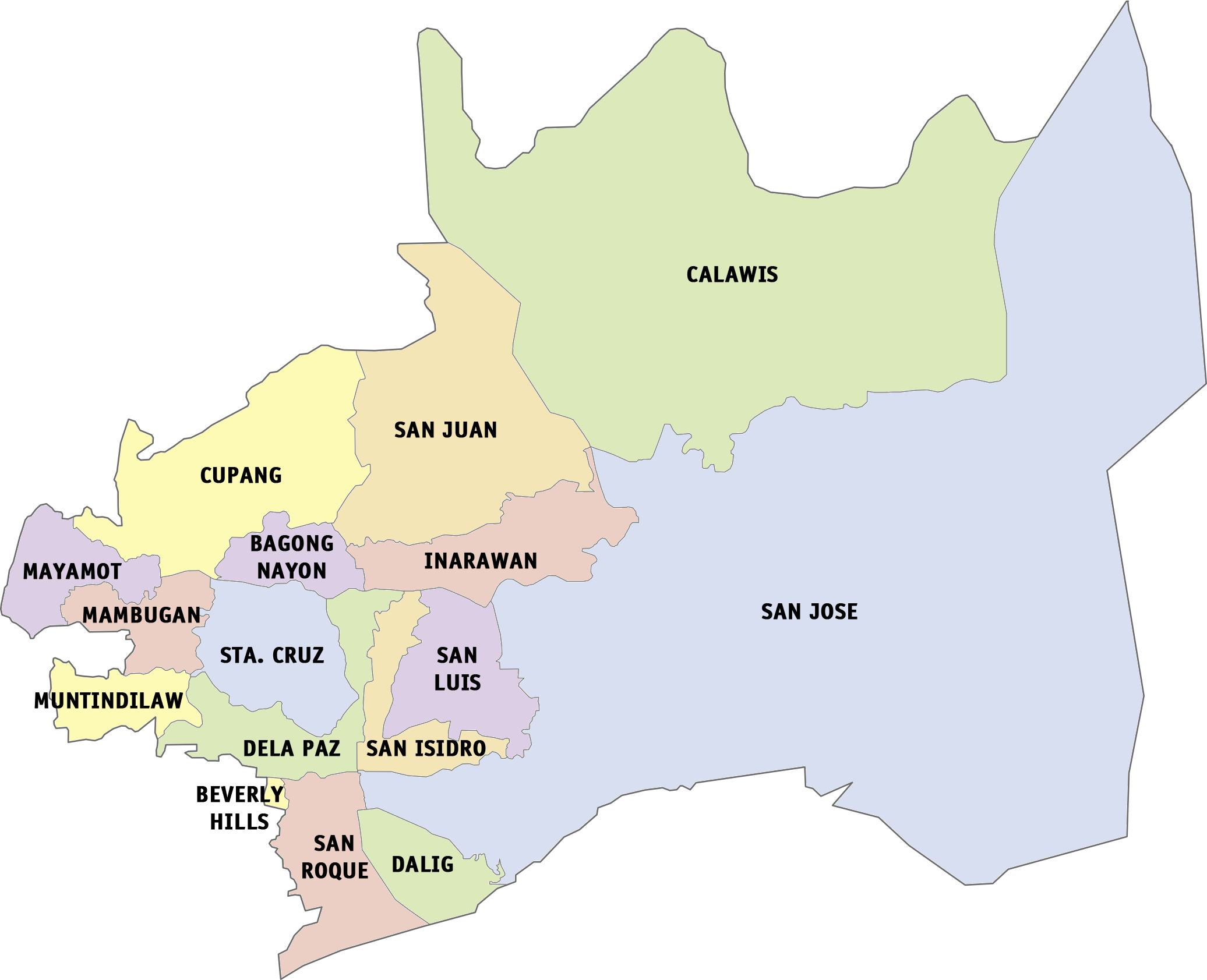
Die Barangays von Antipolo

Die Stadt von Antipolo ist in 16 Barangays gegliedert.
| 1. Distrikt / West Antipolo | 2. Distrikt / Ost Antipolo |
| --------------------------- | -------------------------- |
| Dalig                       | Mayamot                    |
| San Jose (Pob.)             | Cupang                     |
| San Roque (Pob.)            | Mambugan                   |
| Dela Paz (Pob.)             | Bagong Nayon               |
| San Isidro (Pob.)           | San Juan                   |
| Beverly Hills               | Inarawan                   |
| Santa Cruz                  | Muntingdilaw               |
| San Luis                    | Calawis                    |

## Sehenswürdigkeiten
Zu den Sehenswürdigkeiten und von Besuchern frequentierten Orten in Antipolo zählen
- der Hinulugang-Taktak-Nationalpark mit einem 21 Meter hohen Wasserfall
- die Kathedrale von Antipolo
- Cloud 9, ein Aussichtspunkt, welcher einen beeindruckenden Ausblick über ganz Metro Manila bietet
- das Kunstmuseum Pinto Art Museum
- die Kirche von BosoBoso, eine im 17. Jahrhundert von franziskanischen Missionaren gebaute und 1995 renovierte Kirche

## Söhne und Töchter der Stadt
- Jose Antonio Vargas, Aktivist und Pulitzer-Preisträger
- Juan Sumulong, ein Journalist, Rechtsanwalt und Politiker, zudem Großvater der späteren philippinischen Präsidentin Corazon Aquino